# Guillermo de Tudela
Guillermo de Tudela (en occitano, Guilhem de Tudela, en francés, Guillaume de Tudèle; fl. 1199-1214) fue el autor de la primera parte de la Canción de la cruzada contra los albigenses, un poema épico en occitano, testimonio contemporáneo de la cruzada contra los cátaros.

## Biografía
Según cuenta en los primeros versos de su poema, Guillermo creció en Tudela, en el Reino de Navarra.
Se llama a sí mismo maestre y clerc, lo cual significa que había obtenido el título académico de magister y que había tomado las órdenes menores. En el poema indica que tenía conocimientos de geomancia.
Hacia 1199, Guillermo de Tudela fue a Montauban (Francia), donde vivió durante once años. Afirma que su conocimiento del futuro, gracias a la geomancia, le motivó a moverse en 1210 a Bruniquel, que acababa de ser cedido a Balduino de Tolosa, hermano de Raimundo VI de Tolosa. De esta forma pudo entrar al servicio de Balduino.
Se convirtió en un canónigo de San Antonino en Rouergue (que, en el curso de la cruzada albigense, Simón IV de Montfort acababa de capturar y entregar a Balduino). Allí fue donde Guillermo comenzó a escribir la Canción de la cruzada contra los albigenses. Según él mismo, comenzó en 1210, aunque actualmente se piensa que se escribió en su totalidad en 1213.
Nuestro conocimiento de la vida de Guillermo termina en 1213 o 1214. Una fecha importante a este respecto es el día de la captura (el 17 de febrero de 1214) y subsiguiente ejecución de Balduino, a manos de su hermano Raimundo. El poema habla de Balduino como todavía vivo. Además, éste termina antes de la batalla de Muret (12 de septiembre de 1213): la participación de Balduino en el bando ganador de dicha batalla —en la que Raimundo perdió Toulouse y su señor feudal, Pedro II de Aragón, fue muerto—, fue la excusa de su ejecución como traidor. Si Guillermo sobrevivió a estos acontecimientos, no quedó constancia de ello por escrito. La segunda parte de la Canción fue escrita por otro poeta, desconocido.